# Космос-2337
Космос-2337 је један од преко 2400 совјетских вјештачких сателита лансираних у оквиру програма Космос.
Космос-2337 је лансиран са космодрома Плесецк, Русија, 14. фебруара 1997. Ракета-носач је поставила сателит у орбиту око планете Земље. 